# Аидзу
А́идзу (яп. 会津) — область, занимающая западную часть японской префектуры Фукусима. Крупный город области — Аидзувакамацу. В период Эдо на её месте существовало феодальное княжество (хан) Аидзу (яп. 会津藩 Аидзу-хан), которое было частью провинции Муцу.

## История

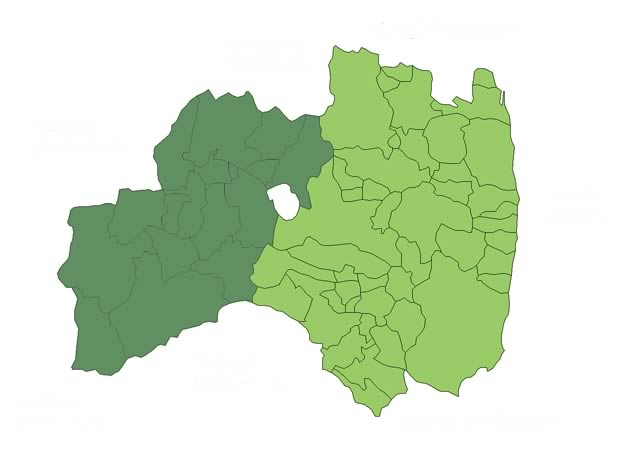
Область Аидзу (выделена тёмно-зелёным) в составе современной префектуры Фукусима.

На протяжении большей части периода Эдо ханом Аидзу управлял род Хосина, бывшие старшие вассалы рода Такэда. В начале XVII века Хосина Масамицу, глава рода, усыновил Масаюки, незаконного сына второго сёгуна Токугавы Хидэтады. В результате богатство семьи Хосина стало возрастать, им жаловали всё бо́льшие и большие участки земли, и наконец в середине XVII века они получили во владение хан Аидзу, доход от которого в те времена оценивался в 240 тысяч коку. Усыновлённый Хосина Масаюки, ставший в свою очередь новым главой семьи, был заметной политической фигурой во время правления своего брата по отцу Токугавы Иэмицу, а впоследствии выполнял обязанности регента при малолетнем четвёртом сёгуне Токугаве Иэцуне. В конце XVII столетия род Хосина получил разрешение использовать камон (родовой герб) правящего клана Токугава и новую фамилию — Мацудайра. С этого времени род Хосина был известен как Аидзу-Мацудайра, а старой фамилией члены рода пользовались главным образом во внутреннем документообороте хана. В кодексе рода Мацудайра, установленном Масаюки, существовало отдельное предписание служить сёгуну с безоговорочной преданностью, и члены рода старались выказывать приверженность этому предписанию, даже если их истинными целями было повышение своего статуса и веса в обществе.
Хан Аидзу был известен своей военной мощью: в его распоряжении находилась регулярная армия численностью более 5000 воинов, которую нередко посылали на охрану северных границ страны вплоть до южного Сахалина. Незадолго до прибытия «чёрных кораблей» коммодора Мэттью Перри войска Аидзу наряду с другими силами охраняли бухту Эдо, продолжив службу и после отплытия Перри. Армия Аидзу имела два набора правил ведения войны, «Правила для командиров» (яп. 将長禁令 Сё:тё: кинрэй) и «Правила для солдат» (яп. 士卒禁令 Сисоцу кинрэй). Они были введены в 1790-х годах и устанавливали профессиональные, современные стандарты проведения военных операций. В «Правилах для солдат» имелись два пункта, защищавшие гражданское население на территории врага; подобная интерпретация прав человека при военных действиях была записана в правилах Аидзу более чем за 70 лет до первой Женевской конвенции 1864 года.
- 敵地といえども猥りに田畑を踏荒らすべからざる事。

Флаг Аидзу конца периода Эдо. Изображает иероглиф 會, ранее писавшийся в слове «Аидзу» вместо 会.

«На вражеской территории запрещено без причины вытаптывать рисовые поля.»
- 敵地に入って、婦女を犯し、老幼を害し、墳墓を荒らし、民家を焼き、猥りに畜類を殺し、米金を掠取り、故なく林木を伐り、作毛を刈取べからざる事。

«Вступая на вражескую территорию, запрещено насиловать женщин, причинять вред детям и старикам, осквернять могилы, сжигать дома, резать скот без нужды, присваивать деньги и рис, без причины вырубать лес и жать созревающий рис.»
Во время правления девятого главы рода, Мацудайры Катамори, хан Аидзу направил большое количество военных сил в Киото, где Катамори занимал пост защитника Киото (яп. 京都守護職 Кё:то Сюгосёку). В годы бакумацу, предшествующие реставрации Мэйдзи, хан Аидзу встал на сторону просёгунских сил, сражаясь со сторонниками императора, происходившими в основном из ханов Тёсю и Сацума. Род Мацудайра, следуя указаниям сёгунского правительства, стал первым официальным покровителем Синсэнгуми, военной полиции, действовавшей в Киото.
В 1868 году сёгун был свергнут, и Мацудайра Катамори ушёл со своего поста вместе с ним. Императорский двор, состоявший из уроженцев Сацумы и Тёсю, объявил Катамори и весь хан Аидзу «врагами императора», призывая покарать их. Катамори пытался уладить дело мирным путём — в частности, много раз приносил официальные извинения новому правительству — однако оно не обратило на них внимания. В конце концов силы хана Аидзу вступили в войну Босин наряду с войсками Северного Альянса (Оуэцу Рэппан Домэй), но уже в октябре 1868 года императорская армия осадила замок Цуруга, цитадель хана Аидзу. С этой осадой связан трагический инцидент — самоубийство членов Бяккотая («Отряда белого тигра»), группы молодых самураев (преимущественно подростков), совершивших харакири на вершине холма после того, как дым, поднимающийся от замка, убедил их в том, что главная крепость Аидзу пала.

## Известные люди
Для персоналий, родившихся до реставрации Мэйдзи, указан традиционный японский порядок имён: Фамилия Имя
- Сиба Горо — генерал, участвовавший в подавлении китайского восстания ихэтуаней.
- Ямамото Яэко — защитница Аидзу в период войны Босин, позже — одна из основателей университета Досися[англ.] в Киото.
- Ямамото Какума — бывший самурай, брат Ямамото Яэко, вместе с ней принявший участие в основании университета Досися.
- Такаминэ Хидэо — бывший самурай, получивший образование в США. В эпоху Мэйдзи стал педагогом, внедрял в Японии образовательные методы Песталоцци.
- Ибука Кадзиносукэ — бывший самурай, в период Мэйдзи принявший христианство и основавший в Японии отделение YMCA (Христианской организации молодых людей).
- Ямакава Кэндзиро — выпускник Йельского университета, физик, исследователь, ректор Токийского университета и Киотского университета.
- Ямакава Сутэмацу — сестра Ямакавы Кэндзиро, выпускница Вассарского колледжа. Принимала участие в основании колледжа Цуда, организатором которого была Цуда Умэко, дочь известного японского агронома Цуды Сэна и подруга Сутэмацу.
- Ямакава Хироси — брат Кэндзиро и Сутэмацу, военный деятель, генерал Императорской армии Японии.
- Ямакава Футаба — сестра Кэндзиро, Сутэмацу и Хироси, педагог, коллега Такаминэ Хидэо.
- Накано Такэко — защитница Аидзу, погибшая в бою во время осады замка.
- Сайго Таномо — бывший главный советник рода Мацудайра, впоследствии синтоистский священник и преподаватель боевых искусств, в частности, учитель Сокаку Такэды.
- Урю Ивако — работница социальной сферы, много сделавшая для помощи беднякам и сиротам.
- Акидзуки Тэдзиро — бывший самурай, позднее преподаватель.

Для персоналий, родившихся после реставрации Мэйдзи, указан стандартный порядок имён: Имя Фамилия
- Сюнроку Хата — фельдмаршал императорской армии Японии. На Токийском процессе был приговорён к пожизненному заключению.
- Хидэё Ногути — врач, сделавший значительный вклад в борьбу с сифилисом. Его портрет размещён на банкноте в 1000 иен (по состоянию на 2007 год).
- Цунэо Мацудайра — сын Мацудайры Катамори, был послом Японии в США и Великобритании.
- Исао Мацудайра — внук Мацудайры Катамори, политик, губернатор префектуры Фукусима в 1976—1988 годах.
- Сэцуко Мацудайра — дочь Цунэо Мацудайры, принцесса императорского дома, вышедшая замуж за брата императора Хирохито.
- Киёси Сайто — художник.

## Список даймё
| №                                                                            | Имя                                         | Годы правления                              |
| Род Гамо (тодзама, 919 000 коку), 1590—1598                                  | Род Гамо (тодзама, 919 000 коку), 1590—1598 | Род Гамо (тодзама, 919 000 коку), 1590—1598 |
| ---------------------------------------------------------------------------- | ------------------------------------------- | ------------------------------------------- |
| 1                                                                            | Гамо Удзисато (яп. 蒲生氏郷)                | 1590—1595                                   |
| 2                                                                            | Гамо Хидэюки (яп. 蒲生秀行)                 | 1595—1598                                   |
| Род Уэсуги (тодзама, 1 200 000 коку), 1598—1601                              |                                             |                                             |
| 1                                                                            | Уэсуги Кагэкацу (яп. 上杉景勝)              | 1598—1601                                   |
| Род Гамо (тодзама, 600 000 коку), 1601—1627                                  |                                             |                                             |
| 3                                                                            | Гамо Хидэюки (яп. 蒲生秀行)                 | 1601—1612                                   |
| 4                                                                            | Гамо Тадасато (яп. 蒲生忠郷)                | 1612—1627                                   |
| Род Като (тодзама, 400 000 коку), 1627—1643                                  |                                             |                                             |
| 1                                                                            | Като Ёсиаки (яп. 加藤嘉明)                  | 1627—1631                                   |
| 2                                                                            | Като Акинари (яп. 加藤明成)                 | 1631—1643                                   |
| Род Хосина/Мацудайра (симпан, 230 000, впоследствии 280 000 коку), 1643—1868 |                                             |                                             |
| 1                                                                            | Хосина Масаюки (яп. 保科正之)               | 1643—1669                                   |
| 2                                                                            | Хосина Масацунэ (яп. 保科正経)              | 1669—1681                                   |
| 3                                                                            | Мацудайра Масаката (яп. 松平正容)           | 1681—1731                                   |
| 4                                                                            | Мацудайра Катасада (яп. 松平容貞)           | 1731—1750                                   |
| 5                                                                            | Мацудайра Катанобу (яп. 松平容頌)           | 1750—1805                                   |
| 6                                                                            | Мацудайра Катаоки (яп. 松平容住)            | 1805                                        |
| 7                                                                            | Мацудайра Катахиро (яп. 松平容衆)           | 1806—1822                                   |
| 8                                                                            | Мацудайра Кататака (яп. 松平容敬)           | 1822—1852                                   |
| 9                                                                            | Мацудайра Катамори (яп. 松平容保)           | 1852—1868                                   |
| 10                                                                           | Мацудайра Нобунори (яп. 松平喜徳)           | 1868                                        |